# Schotse voetbalbeker 2013/14
De Scottish Cup 2013–14 was de 129ste editie van het meest prestigieuze voetbaltoernooi in Schotland, dat sinds 1874 wordt georganiseerd door de Scottish Football Association (SFA). Het toernooi begon met de voorronde op 14 augustus 2013 en eindigde op 17 mei 2014 met de finale op Celtic Park in Glasgow, die onder leiding stond van scheidsrechter Craig Thomson. In totaal deden 82 clubteams mee aan het toernooi. St. Johnstone won de beker voor de eerste keer in het bestaan van de club. De titelhouder was Celtic. De winnaar kwalificeerde zich voor de derde kwalificatieronde van de UEFA Europa League 2014/15.

## Kalender
| Ronde        | Loting            | Wedstrijddata            | Wedstrijden        | Wedstrijden    | Clubs   |
| Ronde        | Loting            | Wedstrijddata            | Aantal wedstrijden | Aantal Replays | Clubs   |
| ------------ | ----------------- | ------------------------ | ------------------ | -------------- | ------- |
| 1e ronde     | 8 augustus 2013   | 14 augustus 2013         | 18                 | 2              | 82 → 64 |
| 2e ronde     | 16 september 2013 | 5 oktober 2013           | 16                 | 6              | 64 → 48 |
| 3e ronde     | 7 oktober 2013    | 2 november 2013          | 16                 | 3              | 48 → 32 |
| 4e ronde     | 5 november 2013   | 30 november 2013         | 16                 | 4              | 32 → 16 |
| 5e Ronde     | 2 december 2013   | 8 februari 2014          | 8                  | 0              | 16 → 8  |
| Kwartfinale  | nnb               | 8 maart 2014             | 4                  | 0              | 8 → 4   |
| Halve finale | nnb               | 12 april & 13 april 2014 | 2                  | geen           | 4 → 2   |
| Finale       | N/A               | 17 mei 2014              | 1                  | geen           | 2 → 1   |

## 1e Ronde
De loting voor 1e ronde vond plaats op 8 augustus 2013 in Hampden Park, om 13:15.
|                         |                      |       |                         |                                                         |
| 14 september 2013 15:00 | Edinburgh University | 0 – 2 | Spartans                | East Peffermill, Edinburgh Scheidsrechter: Colin Steven |
| 14 september 2013 15:00 |                      | ESPN  | 35', 43' Donal Henretty | East Peffermill, Edinburgh Scheidsrechter: Colin Steven |

|                         |                                           |       |        |                                                           |
| 14 september 2013 15:00 | Threave Rovers                            | 3 – 0 | Rothes | Meadow Park, Castle Douglas Scheidsrechter: David McKniff |
| 14 september 2013 15:00 | Steven Degnan 55', 62' Shaun Milligan 81' | ESPN  |        | Meadow Park, Castle Douglas Scheidsrechter: David McKniff |

|                         |                    |       |                                             |                                                           |
| 14 september 2013 15:00 | Golspie Sutherland | 0 – 4 | Edinburgh City                              | King George V Park, Golspie Scheidsrechter: Graham Fraser |
| 14 september 2013 15:00 |                    | ESPN  | 9', 13', 48' Ian McFarland 60' Grant Vanson | King George V Park, Golspie Scheidsrechter: Graham Fraser |

|                         |                                                          |       |                                                              |                                                  |
| 14 september 2013 15:00 | Huntly                                                   | 3 – 4 | Preston Athletic                                             | Christie Park, Huntly Scheidsrechter: Andy Milne |
| 14 september 2013 15:00 | Andrzej Kleczkowski 4' Alex Thoirs 44' Marek Mádle51 88' | ESPN  | 51' Michael Osbourne 68', 69' Gary McCormack 78' Sean Martin | Christie Park, Huntly Scheidsrechter: Andy Milne |

|                         |            |       |                                                                          |                                                  |
| 14 september 2013 15:00 | Coldstream | 0 – 6 | Wick Academy                                                             | Home Park, Coldstream Scheidsrechter: Gavin Ross |
| 14 september 2013 15:00 |            | ESPN  | 12', 30' David Allan 60' Gary Weir 65' Sam Mackay 82', 90' Craig Shearer | Home Park, Coldstream Scheidsrechter: Gavin Ross |

|                         |                  |       |                                                                 |                                                   |
| 14 september 2013 15:00 | Girvan           | 1 – 5 | Auchinleck Talbot                                               | Hamilton Park, Girvan Scheidsrechter: Steven Reid |
| 14 september 2013 15:00 | Craig Harvey 58' | ESPN  | 8' David Gormley 40', 51', 69' Keir Milliken 88' Michael McCann | Hamilton Park, Girvan Scheidsrechter: Steven Reid |

|                         |                  |       |                                               |                                                   |
| 14 september 2013 15:00 | Selkirk          | 1 – 3 | Turriff United                                | Yarrow Park, Selkirk Scheidsrechter: Gavin Duncan |
| 14 september 2013 15:00 | Jacob Crolla 58' | ESPN  | 30' Cammy Bowden 75', 81' (pen.) Gary McGowan | Yarrow Park, Selkirk Scheidsrechter: Gavin Duncan |

|                         |              |       |                |                                                         |
| 14 september 2013 15:00 | Fort William | 0 – 0 | Newton Stewart | Claggan Park, Fort William Scheidsrechter: Craig Napier |
| 14 september 2013 15:00 | ESPN         |       |                | Claggan Park, Fort William Scheidsrechter: Craig Napier |

|                         |                                                    |       |                                                                        |                                                 |
| 14 september 2013 15:00 | Forres Mechanics                                   | 4 – 5 | Keith                                                                  | Mosset Park, Forres Scheidsrechter: Morag Pirie |
| 14 september 2013 15:00 | Lee Fraser 13' Neil Whyte 20', 44' Simon Allan 48' | ESPN  | 35' Martin Wood 41' (pen.), 60' Jonathan Smith 62', 78' Andy MacAskill | Mosset Park, Forres Scheidsrechter: Morag Pirie |

|                         |                                              |       |                         |                                                            |
| 14 september 2013 15:00 | Fraserburgh                                  | 4 – 0 | Civil Service Strollers | Bellslea Park, Fraserburgh Scheidsrechter: Martin Kerrigan |
| 14 september 2013 15:00 | Scott Barbour 54', 57', 88' William West 82' | ESPN  |                         | Bellslea Park, Fraserburgh Scheidsrechter: Martin Kerrigan |

|                         |                                                  |       |                    |                                                       |
| 14 september 2013 15:00 | Gala Fairydean Rovers                            | 3 – 1 | Glasgow University | Netherdale, Galashiels Scheidsrechter: James Campbell |
| 14 september 2013 15:00 | Marc Berry 26' Jason Inglis 75' Stuart Noble 86' | ESPN  | 2' Paul Gallagher  | Netherdale, Galashiels Scheidsrechter: James Campbell |

|                         |                                                    |       |                                                                       |                                                            |
| 14 september 2013 15:00 | Wigtown & Bladnoch                                 | 3 – 4 | Buckie Thistle                                                        | Trammandford Park, Wigtown Scheidsrechter: Steven Kirkland |
| 14 september 2013 15:00 | Ian Miller 75' Adam Dougan 85' Robert Jamieson 90' | ESPN  | 2' Lewis MacKinnon 23' Fraser Forbes 29' Chris Angus 47' Jamie Shewan | Trammandford Park, Wigtown Scheidsrechter: Steven Kirkland |

|                         |                   |       |                 |                                               |
| 14 september 2013 15:00 | Brora Rangers     | 1 – 0 | Vale of Leithen | Dudgeon Park, Brora Scheidsrechter: Craig Sim |
| 14 september 2013 15:00 | Steven MacKay 90' | ESPN  |                 | Dudgeon Park, Brora Scheidsrechter: Craig Sim |

|                         |                                                                                |       |               |                                                        |
| 14 september 2013 15:00 | Deveronvale                                                                    | 5 – 0 | Clachnacuddin | Princess Royal Park, Banff Scheidsrechter: Thomas Shaw |
| 14 september 2013 15:00 | Martin Charlesworth 10' Shawn Scott 44', 69' Graeme Rodger 52' Graeme Watt 89' | ESPN  |               | Princess Royal Park, Banff Scheidsrechter: Thomas Shaw |

|                         |                                         |       |                      |                                                     |
| 14 september 2013 15:00 | Inverurie Loco Works                    | 3 – 0 | Burntisland Shipyard | Harlaw Park, Inverurie Scheidsrechter: Mike Roncone |
| 14 september 2013 15:00 | Dean Donaldson 35', 53' Andy Hunter 89' | ESPN  |                      | Harlaw Park, Inverurie Scheidsrechter: Mike Roncone |

|                   |                     |       |                        |                                                 |
| 14 september 2013 | Hawick Royal Albert | 0 – 1 | St. Cuthbert Wanderers | Albert Park, Hawick Scheidsrechter: Mike Taylor |
| 14 september 2013 |                     | ESPN  | 30' Grant Middlemiss   | Albert Park, Hawick Scheidsrechter: Mike Taylor |

|                         |             |       |        |                                                       |
| 14 september 2013 15:00 | Lossiemouth | 0 – 0 | Culter | Grant Park, Lossiemouth Scheidsrechter: Graham Beaton |
| 14 september 2013 15:00 | ESPN        |       |        | Grant Park, Lossiemouth Scheidsrechter: Graham Beaton |

|                         |                                                |       |              |                          |
| 14 september 2013 15:00 | Linlithgow Rose                                | 2 – 0 | Nairn County | Prestonfield, Linlithgow |
| 14 september 2013 15:00 | Wayne Mackintosh 26' (e.d.) Steven Meechan 85' | ESPN  |              | Prestonfield, Linlithgow |

### Replays
|                         |                                           |       |                    |                                                         |
| 21 september 2013 15:00 | Culter                                    | 3 – 1 | Lossiemouth        | Crombie Park, Peterculter Scheidsrechter: Graham Beaton |
| 21 september 2013 15:00 | George McBain 65', 86' Allan Youngson 90' | ESPN  | 50' Willie Mathers | Crombie Park, Peterculter Scheidsrechter: Graham Beaton |

|                         |                         |       |                  |                                                         |
| 21 september 2013 15:00 | Newton Stewart          | 3 – 1 | Fort William     | Trammondford Park, Wigtown Scheidsrechter: Craig Napier |
| 21 september 2013 15:00 | Liam Muir 30', 38', 70' | ESPN  | 62' Darren Quigg | Trammondford Park, Wigtown Scheidsrechter: Craig Napier |

## 2e Ronde
De loting voor de 2e ronde vond plaats op 16 september 2013.
Alle tien teams uit de Scottish League Two starten in deze fase van het toernooi samen met de kampioenen van de South of Scotland League (Dalbeattie Star) en East of Scotland League (Whitehill Welfare), en de nummers 1 en 2 van de Highland League (Cove Rangers en Formartine United).
|                      |                       |       |       |                        |
| 5 oktober 2013 15:00 | Gala Fairydean Rovers | 0 – 3 | Clyde | Netherdale, Galashiels |
| 5 oktober 2013 15:00 |                       |       |       | Netherdale, Galashiels |

|                |                |       |              |                     |
| 5 oktober 2013 | Turriff United | 4 – 2 | Wick Academy | The Haughs, Turriff |
| 5 oktober 2013 |                |       |              | The Haughs, Turriff |

|                      |               |       |          |                                 |
| 5 oktober 2013 15:00 | Albion Rovers | 1 – 0 | Spartans | Cliftonhill Stadium, Coatbridge |
| 5 oktober 2013 15:00 |               |       |          | Cliftonhill Stadium, Coatbridge |

|                      |              |       |                  |                       |
| 5 oktober 2013 15:00 | Queen's Park | 2 – 2 | Preston Athletic | Hampden Park, Glasgow |
| 5 oktober 2013 15:00 |              |       |                  | Hampden Park, Glasgow |

|                      |               |       |              |                     |
| 5 oktober 2013 15:00 | Brora Rangers | 1 – 1 | Cove Rangers | Dudgeon Park, Brora |
| 5 oktober 2013 15:00 |               |       |              | Dudgeon Park, Brora |

|                      |                 |       |          |                               |
| 5 oktober 2013 15:00 | Dalbeattie Star | 0 – 1 | Montrose | Islecroft Stadium, Dalbeattie |
| 5 oktober 2013 15:00 |                 |       |          | Islecroft Stadium, Dalbeattie |

|                      |                |       |             |                               |
| 5 oktober 2013 15:00 | Edinburgh City | 4 – 4 | Fraserburgh | Meadowbank Stadium, Edinburgh |
| 5 oktober 2013 15:00 |                |       |             | Meadowbank Stadium, Edinburgh |

|                      |                 |       |           |                             |
| 5 oktober 2013 15:00 | Berwick Rangers | 2 – 1 | Peterhead | Shielfield Park, Tweedmouth |
| 5 oktober 2013 15:00 |                 |       |           | Shielfield Park, Tweedmouth |

|                      |       |       |            |                    |
| 5 oktober 2013 15:00 | Keith | 0 – 4 | Elgin City | Kynoch Park, Keith |
| 5 oktober 2013 15:00 |       |       |            | Kynoch Park, Keith |

|                      |                    |       |                |                               |
| 6 oktober 2013 15:00 | East Stirlingshire | 6 – 0 | Threave Rovers | Ochilview Park, Stenhousemuir |
| 6 oktober 2013 15:00 |                    |       |                | Ochilview Park, Stenhousemuir |

|                      |                 |       |                   |                             |
| 5 oktober 2013 15:00 | Stirling Albion | 2 – 2 | Whitehill Welfare | Forthbank Stadium, Stirling |
| 5 oktober 2013 15:00 |                 |       |                   | Forthbank Stadium, Stirling |

|                      |                   |       |                        |                            |
| 5 oktober 2013 15:00 | Auchinleck Talbot | 4 – 0 | St. Cuthbert Wanderers | Beechwood Park, Auchinleck |
| 5 oktober 2013 15:00 |                   |       |                        | Beechwood Park, Auchinleck |

|                      |                   |       |                      |                             |
| 5 oktober 2013 15:00 | Formartine United | 0 – 2 | Inverurie Loco Works | North Lodge Park, Pitmedden |
| 5 oktober 2013 15:00 |                   |       |                      | North Lodge Park, Pitmedden |

|                      |                |       |        |                            |
| 5 oktober 2013 15:00 | Newton Stewart | 0 – 6 | Culter | Trammondford Park, Wigtown |
| 5 oktober 2013 15:00 |                |       |        | Trammondford Park, Wigtown |

|                      |                |       |                |                       |
| 5 oktober 2013 15:00 | Buckie Thistle | 0 – 0 | Annan Athletic | Victoria Park, Buckie |
| 5 oktober 2013 15:00 |                |       |                | Victoria Park, Buckie |

|                      |             |       |                 |                            |
| 5 oktober 2013 15:00 | Deveronvale | 2 – 2 | Linlithgow Rose | Princess Royal Park, Banff |
| 5 oktober 2013 15:00 |             |       |                 | Princess Royal Park, Banff |

### Replays
|                       |              |                                              |               |  |
| 12 oktober 2013 15:00 | Cove Rangers | 0 – 3                                        | Brora Rangers |  |
| 12 oktober 2013 15:00 |              | Sutherland 32' (pen.) Mackay 68' Maclean 82' |               |  |

|                       |               |       |                |  |
| 12 oktober 2013 15:00 | Fraserburgh   | 2 – 0 | Edinburgh City |  |
| 12 oktober 2013 15:00 | West 61', 76' |       |                |  |

|                       |                 |       |                                              |  |
| 12 oktober 2013 15:00 | Linlithgow Rose | 1 – 3 | Deveronvale                                  |  |
| 12 oktober 2013 15:00 | Smith 5'        |       | Cowie 27' Fraser 75' Charlesworth 82' (pen.) |  |

|                       |                  |       |                  |  |
| 12 oktober 2013 15:00 | Preston Athletic | 1 – 2 | Queen's Park     |  |
| 12 oktober 2013 15:00 | Ramsay 50'       |       | Spittal 13', 38' |  |

|                       |                   |       |                            |  |
| 12 oktober 2013 15:00 | Whitehill Welfare | 1 – 2 | Stirling Albion            |  |
| 12 oktober 2013 15:00 | Bishop 44' (e.d.) |       | White 31' Cunningham 90+4' |  |

|                       |                                                 |     |                |                                               |
| 19 oktober 2013 15:00 | Annan Athletic                                  | 4–0 | Buckie Thistle | Galabank, Annan Scheidsrechter: Euan Anderson |
| 19 oktober 2013 15:00 | Alistair Love, Matt Flynnm (x2), Kenneth Mackay |     |                | Galabank, Annan Scheidsrechter: Euan Anderson |

## 3e Ronde
alle tien teams uit de Scottish League One clubs en zes teams uit de Scottish Championship zullen starten in deze fase van het toernooi.
De loting vond plaats op 7 oktober 2013 .
|                       |                 |       |           |                      |
| 2 november 2013 15:00 | Forfar Athletic | 2 – 1 | East Fife | Station Park, Forfar |
| 2 november 2013 15:00 |                 |       |           | Station Park, Forfar |

|                       |        |       |                 |                           |
| 2 november 2013 14:00 | Culter | 1 – 1 | Berwick Rangers | Crombie Park, Peterculter |
| 2 november 2013 14:00 |        |       |                 | Crombie Park, Peterculter |

|                       |            |       |                      |                       |
| 2 november 2013 15:00 | Elgin City | 3 – 5 | Dunfermline Athletic | Borough Briggs, Elgin |
| 2 november 2013 15:00 |            |       |                      | Borough Briggs, Elgin |

|                       |           |       |                   |                       |
| 2 november 2013 15:00 | Stranraer | 2 – 2 | Auchinleck Talbot | Stair Park, Stranraer |
| 2 november 2013 15:00 |           |       |                   | Stair Park, Stranraer |

|                       |                |       |                      |                        |
| 2 november 2013 15:00 | Alloa Athletic | 3 – 0 | Inverurie Loco Works | Recreation Park, Alloa |
| 2 november 2013 15:00 |                |       |                      | Recreation Park, Alloa |

|                       |            |       |              |                    |
| 2 november 2013 15:00 | Ayr United | 3 – 2 | Queen's Park | Somerset Park, Ayr |
| 2 november 2013 15:00 |            |       |              | Somerset Park, Ayr |

|                       |                             |       |               |                                                                         |
| 1 november 2013 19:45 | Rangers                     | 3 – 0 | Airdrieonians | Ibrox Stadium, Glasgow Toeschouwers: 22.533 Scheidsrechter: John Beaton |
| 1 november 2013 19:45 | Daly 48', 51' Templeton 79' |       |               | Ibrox Stadium, Glasgow Toeschouwers: 22.533 Scheidsrechter: John Beaton |

|                       |           |       |             |                                   |
| 2 november 2013 15:00 | Dumbarton | 2 – 1 | Cowdenbeath | The Bet Butler Stadium, Dumbarton |
| 2 november 2013 15:00 |           |       |             | The Bet Butler Stadium, Dumbarton |

|                       |          |       |              |                         |
| 2 november 2013 15:00 | Arbroath | 0 – 2 | Brechin City | Gayfield Park, Arbroath |
| 2 november 2013 15:00 |          |       |              | Gayfield Park, Arbroath |

|                       |               |       |                |                               |
| 2 november 2013 15:00 | Stenhousemuir | 2 – 2 | Annan Athletic | Ochilview Park, Stenhousemuir |
| 2 november 2013 15:00 |               |       |                | Ochilview Park, Stenhousemuir |

|                       |             |       |          |                            |
| 2 november 2013 15:00 | Fraserburgh | 2 – 1 | Montrose | Bellslea Park, Fraserburgh |
| 2 november 2013 15:00 |             |       |          | Bellslea Park, Fraserburgh |

|                       |                |       |                 |                     |
| 2 november 2013 15:00 | Turriff United | 0 – 3 | Stirling Albion | The Haughs, Turriff |
| 2 november 2013 15:00 |                |       |                 | The Haughs, Turriff |

|                       |                    |            |                              |                                                             |
| 3 november 2013 15:00 | East Stirlingshire | 0 – 2      | Raith Rovers                 | Ochilview Park, Stenhousemuir Scheidsrechter: Don Robertson |
| 3 november 2013 15:00 |                    | BBC Report | Smith 48' McGowan 80' (e.d.) | Ochilview Park, Stenhousemuir Scheidsrechter: Don Robertson |

|                       |               |       |             |                                 |
| 2 november 2013 15:00 | Albion Rovers | 1 – 0 | Deveronvale | Cliftonhill Stadium, Coatbridge |
| 2 november 2013 15:00 |               |       |             | Cliftonhill Stadium, Coatbridge |

|                       |       |       |               |                                |
| 2 november 2013 15:00 | Clyde | 2 – 1 | Brora Rangers | Broadwood Stadium, Cumbernauld |
| 2 november 2013 15:00 |       |       |               | Broadwood Stadium, Cumbernauld |

|                       |                    |       |                     |                           |
| 2 november 2013 15:00 | Queen of the South | 1 – 0 | Hamilton Academical | Palmerston Park, Dumfries |
| 2 november 2013 15:00 |                    |       |                     | Palmerston Park, Dumfries |

### Replays
|                       |                      |       |                                |                                                             |
| 9 november 2013 14:00 | Auchinleck Talbot    | 2 – 3 | Stranraer                      | Beechwood Park, Auchinleck Scheidsrechter: Craig Charleston |
| 9 november 2013 14:00 | Latta 59′ Gormley 77 | BBC   | Longworth 5′, 31′ Gallagher 88 | Beechwood Park, Auchinleck Scheidsrechter: Craig Charleston |

|                       |                                    |       |                    |                                                                |
| 9 november 2013 15:00 | Berwick Rangers                    | 3 – 1 | Culter             | Shielfield Park, Berwick-upon-Tweed Scheidsrechter: Gavin Ross |
| 9 november 2013 15:00 | O'Brien 17′ Dalziel 51′ Lavery 85′ | BBC   | Youngson 82′ (pen) | Shielfield Park, Berwick-upon-Tweed Scheidsrechter: Gavin Ross |

|                        |                      |       |                                                                    |                                            |
| 12 november 2013 19:30 | Annan Athletic       | 2 – 4 | Stenhousemuir                                                      | Galabank, Annan Scheidsrechter: Des Roache |
| 12 november 2013 19:30 | Todd 32' Hopkirk 50' | BBC   | Gemmell 78' (pen.) Dickson 90' McMillan 97' Lynch 105' McNeil 107' | Galabank, Annan Scheidsrechter: Des Roache |

## 4e Ronde
Alle 12 Scottish Premiership starten in deze fase van het toernooi samen met de 4 teams uit de Scottish Championship die een bye hadden in de derde Ronde.De loting vond plaats op 5 november 2013.
|                        |               |       |                         |                                                                           |
| 30 november 2013 12:15 | Falkirk       | 0 – 2 | Rangers                 | Falkirk Stadium, Falkirk Toeschouwers: 6.228 Scheidsrechter: Brian Colvin |
| 30 november 2013 12:15 | McCracken 57' |       | Law 89' Templeton 90+3' | Falkirk Stadium, Falkirk Toeschouwers: 6.228 Scheidsrechter: Brian Colvin |

|                        |                 |       |            |                                                                              |
| 30 november 2013 15:00 | Albion Rovers   | 1 – 0 | Motherwell | New Douglas Park, Hamilton Toeschouwers: 2.950 Scheidsrechter: Euan Anderson |
| 30 november 2013 15:00 | G. Phillips 90' |       |            | New Douglas Park, Hamilton Toeschouwers: 2.950 Scheidsrechter: Euan Anderson |

|                        |                 |       |                                            |                                                                                  |
| 30 november 2013 15:00 | Berwick Rangers | 1 – 3 | Dumbarton                                  | Shielfield Park, Berwick-upon-Tweed Toeschouwers: 406 Scheidsrechter: Des Roache |
| 30 november 2013 15:00 | Currie 8'       |       | Prunty 30' (pen.) Megginson 43' Linton 56' | Shielfield Park, Berwick-upon-Tweed Toeschouwers: 406 Scheidsrechter: Des Roache |

|                        |               |       |               |                                                                            |
| 30 november 2013 15:00 | Clyde         | 1 – 1 | Stranraer     | Broadwood Stadium, Cumbernauld Toeschouwers: 681 Scheidsrechter: Alan Muir |
| 30 november 2013 15:00 | MacDonald 15' |       | Longworth 44' | Broadwood Stadium, Cumbernauld Toeschouwers: 681 Scheidsrechter: Alan Muir |

|                        |                                                                      |       |                          |                                                                         |
| 29 november 2013 19:45 | Dundee United                                                        | 5 – 2 | Kilmarnock               | Tannadice Park, Dundee Toeschouwers: 6.979 Scheidsrechter: Calum Murray |
| 29 november 2013 19:45 | Robertson 27', 75' Armstrong 64' Graham 82' (pen.) Mackay-Steven 84' |       | Barr 48' C. Johnston 50' | Tannadice Park, Dundee Toeschouwers: 6.979 Scheidsrechter: Calum Murray |

|                        |                       |       |                        |                                                                            |
| 30 november 2013 15:00 | Queen of the South    | 2 – 2 | St Mirren              | Palmerston Park, Dumfries Toeschouwers: 2.176 Scheidsrechter: Kevin Clancy |
| 30 november 2013 15:00 | Russell 35' Paton 72' |       | Newton 9' Thompson 51' | Palmerston Park, Dumfries Toeschouwers: 2.176 Scheidsrechter: Kevin Clancy |

|                        |                             |       |             |                                                                              |
| 30 november 2013 15:00 | Stenhousemuir               | 3 – 0 | Fraserburgh | Ochilview Park, Stenhousemuir Toeschouwers: 487 Scheidsrechter: Kevin Graham |
| 30 november 2013 15:00 | McNeil 63', 88' Douglas 90' |       |             | Ochilview Park, Stenhousemuir Toeschouwers: 487 Scheidsrechter: Kevin Graham |

|                        |                            |       |                                        |                                                                       |
| 30 november 2013 15:00 | Brechin City               | 1 – 1 | Forfar Athletic                        | Glebe Park, Brechin Toeschouwers: 724 Scheidsrechter: John McKendrick |
| 30 november 2013 15:00 | Ewan Moyes 32' Trouten 53' |       | Malcolm 6' Fotheringham 90' Baxter 90' | Glebe Park, Brechin Toeschouwers: 724 Scheidsrechter: John McKendrick |

|                        |                                       |       |                    |                                                                                     |
| 30 november 2013 15:00 | Alloa Athletic                        | 3 – 2 | Stirling Albion    | Stadion: Recreation Park, Alloa Toeschouwers: 1.278 Scheidsrechter: Stevie O'Reilly |
| 30 november 2013 15:00 | McCord 51' (pen.) Holmes 59' Marr 90' |       | White 10' Weir 90' | Stadion: Recreation Park, Alloa Toeschouwers: 1.278 Scheidsrechter: Stevie O'Reilly |
| 30 november 2013 15:00 |                                       |       |                    | Stadion: Recreation Park, Alloa Toeschouwers: 1.278 Scheidsrechter: Stevie O'Reilly |
| 30 november 2013 15:00 |                                       |       |                    | Stadion: Recreation Park, Alloa Toeschouwers: 1.278 Scheidsrechter: Stevie O'Reilly |
|                        |                                       |       |                    |                                                                                     |

|                        |             |              |           |                                                                           |
| 30 november 2013 15:00 | Ross County | 0 – 1        | Hibernian | Victoria Park, Dingwall Toeschouwers: 2.213 Scheidsrechter: Craig Thomson |
| 30 november 2013 15:00 |             | Handling 31' |           | Victoria Park, Dingwall Toeschouwers: 2.213 Scheidsrechter: Craig Thomson |

|                        |        |                  |              |                                                                     |
| 30 november 2013 15:00 | Dundee | 0 – 1            | Raith Rovers | Dens Park, Dundee Toeschouwers: 3.184 Scheidsrechter: Steven McLean |
| 30 november 2013 15:00 |        | Irvine 8' (e.d.) |              | Dens Park, Dundee Toeschouwers: 3.184 Scheidsrechter: Steven McLean |

|                        |                   |            |            |                                                                         |
| 30 november 2013 15:00 | St Johnstone      | 2 – 0      | Livingston | McDiarmid Park, Perth Toeschouwers: 2.294 Scheidsrechter: Andrew Dallas |
| 30 november 2013 15:00 | May 24' Jahic 62' | BBC Report |            | McDiarmid Park, Perth Toeschouwers: 2.294 Scheidsrechter: Andrew Dallas |

|                       |                 |              |          |                                                                           |
| 1 december 2013 12:45 | Partick Thistle | 0 – 1        | Aberdeen | Firhill Stadium, Glasgow Toeschouwers: 3.642 Scheidsrechter: Bobby Madden |
| 1 december 2013 12:45 |                 | Considine 5' |          | Firhill Stadium, Glasgow Toeschouwers: 3.642 Scheidsrechter: Bobby Madden |

|                       |                     |                                                                  |        |                                                                                   |
| 1 december 2013 15:00 | Heart of Midlothian | 0 − 7                                                            | Celtic | Tynecastle Stadium, Edinburgh Toeschouwers: 10.636 Scheidsrechter: William Collum |
| 1 december 2013 15:00 |                     | Commons 3', 21', 59' (pen.) Brown 34', 75' Ledley 42' Lustig 44' |        | Tynecastle Stadium, Edinburgh Toeschouwers: 10.636 Scheidsrechter: William Collum |

|                        |            |       |                      |                                                                       |
| 30 november 2013 15:00 | Ayr United | 1 – 1 | Dunfermline Athletic | Somerset Park, Ayr Toeschouwers: 1,391 Scheidsrechter: Stephen Finnie |
| 30 november 2013 15:00 | Donald 59' |       | Geggan 14'           | Somerset Park, Ayr Toeschouwers: 1,391 Scheidsrechter: Stephen Finnie |

|                        |                                                 |            |                 |                                                             |
| 30 november 2013 15:00 | Inverness Caledonian Thistle                    | 4 – 0      | Greenock Morton | Caledonian Stadium, Inverness Scheidsrechter: Don Robertson |
| 30 november 2013 15:00 | Ross 45' (pen.) McKay 71', 90' Doran 90' (pen.) | BBC Report |                 | Caledonian Stadium, Inverness Scheidsrechter: Don Robertson |

### Replays
|                       |                      |       |            |                                                                               |
| 4 december 2013 19:45 | Dunfermline Athletic | 1 – 0 | Ayr United | East End Park, Dunfermline Toeschouwers: 1.932 Scheidsrechter: Stephen Finnie |
| 4 december 2013 19:45 | Ry. Thomson 60'      | BBC   |            | East End Park, Dunfermline Toeschouwers: 1.932 Scheidsrechter: Stephen Finnie |

|                        |           |       |       |                       |
| 10 december 2013 19:45 | Stranraer | 4 – 1 | Clyde | Stair Park, Stranraer |
| 10 december 2013 19:45 |           |       |       | Stair Park, Stranraer |

|                        |           |       |                    |                          |
| 10 december 2013 19:45 | St Mirren | 3 – 0 | Queen of the South | St. Mirren Park, Paisley |
| 10 december 2013 19:45 |           |       |                    | St. Mirren Park, Paisley |

|                        |                 |                |              |                      |
| 10 december 2013 19:45 | Forfar Athletic | 3 – 3 (4-3 np) | Brechin City | Station Park, Forfar |
| 10 december 2013 19:45 |                 |                |              | Station Park, Forfar |

## Vijfde Ronde
De loting voor de vijfde ronde vond plaats op 2 december 2013 ..
|                   |                |   |           |                        |
| 8/9 februari 2014 | Alloa Athletic | – | Dumbarton | Recreation Park, Alloa |
| 8/9 februari 2014 |                |   |           | Recreation Park, Alloa |

|                   |                   |   |                              |                                                        |
| 8/9 februari 2014 | Clyde ofStranraer | – | Inverness Caledonian Thistle | Broadwood Stadium, Cumbernauld ofStair Park, Stranraer |
| 8/9 februari 2014 |                   |   |                              | Broadwood Stadium, Cumbernauld ofStair Park, Stranraer |

|                   |           |   |              |                        |
| 8/9 februari 2014 | Hibernian | – | Raith Rovers | Easter Road, Edinburgh |
| 8/9 februari 2014 |           |   |              | Easter Road, Edinburgh |

|                   |               |   |               |                         |
| 8/9 februari 2014 | Albion Rovers | – | Stenhousemuir | Cliftonhill, Coatbridge |
| 8/9 februari 2014 |               |   |               | Cliftonhill, Coatbridge |

|                   |                                |   |               |                                             |
| 8/9 februari 2014 | Brechin City ofForfar Athletic | – | St. Johnstone | Glebe Park, Brechin of Station Park, Forfar |
| 8/9 februari 2014 |                                |   |               | Glebe Park, Brechin of Station Park, Forfar |

|                   |        |   |          |                      |
| 8/9 februari 2014 | Celtic | – | Aberdeen | Celtic Park, Glasgow |
| 8/9 februari 2014 |        |   |          | Celtic Park, Glasgow |

|                   |               |   |                                  |                        |
| 8/9 februari 2014 | Dundee United | – | Queen of the South of St. Mirren | Tannadice Park, Dundee |
| 8/9 februari 2014 |               |   |                                  | Tannadice Park, Dundee |

|                   |         |   |                      |                        |
| 8/9 februari 2014 | Rangers | – | Dunfermline Athletic | Ibrox Stadium, Glasgow |
| 8/9 februari 2014 |         |   |                      | Ibrox Stadium, Glasgow |

## Kwartfinale
De loting voor de kwartfinales vond plaats op 9 februari 2014 in Tannadice Park .
|                        |                |        |                                                            |                                                                           |
| 8 maart 2014 12:15 uur | Raith Rovers   | 1 – 3  | St. Johnstone                                              | Stark's Park, Kirkcaldy Toeschouwers: 3.767 Scheidsrechter: Craig Thomson |
| 8 maart 2014 12:15 uur | Joe Cardle 21' | Report | 4' Gary McDonald 49' Nigel Hasselbaink 79' Steven Anderson | Stark's Park, Kirkcaldy Toeschouwers: 3.767 Scheidsrechter: Craig Thomson |

|                        |                 |        |           |                                                                               |
| 8 maart 2014 15:00 uur | Aberdeen        | 1 – 0  | Dumbarton | Pittodrie Stadium, Aberdeen Toeschouwers: 10.600 Scheidsrechter: Kevin Clancy |
| 8 maart 2014 15:00 uur | Adam Rooney 53' | Report |           | Pittodrie Stadium, Aberdeen Toeschouwers: 10.600 Scheidsrechter: Kevin Clancy |

|                        |                                    |        | |                                                                                 |
| 9 maart 2014 12:30 uur | Inverness CT                       | 0 – 5  | Dundee United                                                                                          | Caledonian Stadium, Inverness Toeschouwers: 3.164 Scheidsrechter: Willie Collum |
| 9 maart 2014 12:30 uur | Greg Tansey 44' Marley Watkins 72' | Report | 16' Nadir Çiftçi 28' Nadir Çiftçi 36' (pen.) Gavin Gunning 49' Gary Mackay-Steven 57' Stuart Armstrong | Caledonian Stadium, Inverness Toeschouwers: 3.164 Scheidsrechter: Willie Collum |

|                        |                  |        |                     |                                                                         |
| 9 maart 2014 15:30 uur | Rangers          | 1 – 1  | Albion Rovers       | Ibrox Stadium, Glasgow Toeschouwers: 23.976 Scheidsrechter: John Beaton |
| 9 maart 2014 15:30 uur | Bilel Mohsni 78' | Report | 14' Ciaran Donnelly | Ibrox Stadium, Glasgow Toeschouwers: 23.976 Scheidsrechter: John Beaton |

### Replay
|                     |               |        |                              |                                                                            |
| 17 maart 2014 19:45 | Albion Rovers | 0 – 2  | Rangers                      | New Douglas Park, Hamilton Toeschouwers: 5,354 Scheidsrechter: John Beaton |
| 17 maart 2014 19:45 |               | Report | 18' Fraser Aird 57' Jon Daly | New Douglas Park, Hamilton Toeschouwers: 5,354 Scheidsrechter: John Beaton |

## Halve finale
De loting voor de halve finales vond plaats op 9 maart in het  Ibrox Stadium .
|                     |           |         |                                            |                                                                          |
| 12 april 2014 12:45 | Rangers   | 1 – 3   | Dundee United                              | Ibrox Stadium, Glasgow Toeschouwers: 41.059 Scheidsrechter: Bobby Madden |
| 12 april 2014 12:45 | Smith 42' | Verslag | Armstrong 23' Mackay-Steven 36' Çiftçi 83' | Ibrox Stadium, Glasgow Toeschouwers: 41.059 Scheidsrechter: Bobby Madden |

|                     |               |        |            |                                                                           |
| 13 april 2014 12:45 | St. Johnstone | 2 – 1  | Aberdeen   | Ibrox Stadium, Glasgow Toeschouwers: 19.057 Scheidsrechter: Willie Collum |
| 13 april 2014 12:45 | May 61', 84'  | Report | McGinn 15' | Ibrox Stadium, Glasgow Toeschouwers: 19.057 Scheidsrechter: Willie Collum |

## Finale
|                       |                                         |        |               |                                                                         |
| 17 mei 2014 15:00 uur | St. Johnstone                           | 2 − 0  | Dundee United | Celtic Park, Glasgow Toeschouwers: 47.345 Scheidsrechter: Craig Thomson |
| 17 mei 2014 15:00 uur | Steven Anderson 45+1' Steve MacLean 84' | Report |               | Celtic Park, Glasgow Toeschouwers: 47.345 Scheidsrechter: Craig Thomson |